# Giacciano con Baruchella
Giacciano con Baruchella (Giazàn cón Barucheła o Iazàn e Baruchela in veneto) è un comune italiano sparso di 2 072 abitanti della provincia di Rovigo in Veneto, situato ad ovest del capoluogo. La sede comunale si trova a Baruchella, centro ancora distinto ancorché contiguo a quello di Giacciano.

## Geografia fisica
Il territorio comunale è completamente pianeggiante e comprende, oltre ai centri abitati che danno il nome al comune, anche la frazione di Zelo. È bagnato dal fiume Tartaro-Canalbianco e dai canali Scolo Malopera e Fossa Maestra, che occupano in parte gli alvei di due storiche "rotte" dell'Adige, chiamate rotta della Malopera e rotta del Castagnaro.

## Origini del nome
Il toponimo di Giacciano, come altri toponimi simili, va ricondotto a "ghiaccio"; deriva dal fatto che, in corrispondenza di corsi d'acqua, durante l'inverno era possibile l'attraversamento del fiume ghiacciato per mezzo di rudimentali slitte.
Il toponimo di Baruchella va ricondotto alla famiglia dei Cisamini della Fratta, detti Baruchello, che sono indicati come possidenti locali nei primi documenti ritrovati; non è chiaro però se fosse la famiglia a dare il nome al centro abitato o viceversa se fu la famiglia a prender nome dal centro.

## Storia
L'attuale territorio comunale, come tutto il Polesine, è stato profondamente influenzato dalla presenza di vari corsi d'acqua, che l'hanno periodicamente sommerso in seguito a numerose rotte ed alluvioni. Il monastero camaldolese della Vangadizza, ne stimolò le prime bonifiche dopo la grande rotta del 1438, concedendo vasti appezzamenti di terreno a nobili famiglie con il sistema del livello perpetuo. Cominciarono così a svilupparsi i primi nuclei abitati. Tra queste famiglie si ricordano i Cisamini della Fratta o “Baruchello”, nobili ferraresi residenti a Legnago, che ricevettero l'investitura nel 1471 ed eressero la prima chiesetta dedicata a San Pietro Martire, ricostruita poi nel 1528. Le successive vicende storiche portarono alla contesa di tali terre tra il Ducato di Ferrara e la Repubblica di Venezia. Le dispute di confine terminarono solamente nel 1569, quasi un secolo dopo la pace di Bagnolo del 1484, grazie ad un intervento del Papa, che portò alla stipulazione di un'ulteriore convenzione tra Ferrara e Venezia. In base a tale accordo alla Serenissima spettò Baruchella, mentre Zelo e Giacciano rimasero al Duca di Ferrara, per passare poi, a partire dal 1598, nello Stato Pontificio.
Di particolare importanza furono, nei periodi successivi, le bonifiche intraprese dalla nobile famiglia bolognese dei Bentivoglio d'Aragona, ai quali si deve anche la costruzione tra il 1669 e il 1672 della chiesa parrocchiale di Giacciano, abbellita in seguito da lapidi sepolcrali, tra le quali spicca il bassorilievo della Dolente attribuito da alcuni, forse erroneamente, ad Antonio Canova. Agli stessi Bentivoglio si deve l'edificazione nel 1764, sempre a Giacciano, di un grandioso complesso rurale, comprendente un palazzo attorniato da rustici e barchesse, con tanto di recinto in muratura tutto attorno alla tenuta, adibita a riserva di caccia.
Nel 1797 l'intero territorio comunale entrò nei confini della Repubblica Cispadana e poi della Repubblica Cisalpina, rientrando nel dipartimento del Basso Po. Il Trattato di Campoformido divise per breve periodo le sorti dei tre paesi, lasciando Baruchella all'Austria; la seconda campagna napoleonica li riunì di nuovo nella Repubblica Italiana dal 1802 e nel Regno d'Italia dal 1805. 
In seguito al Congresso di Vienna del 1815 la Transpadana Ferrarese passò nel Regno Lombardo-Veneto. Il 1º gennaio del 1859, per volontaria adesione, i comuni di Giacciano con Zelo e di Baruchella si aggregarono assumendo l'attuale forma. Nel 1866 il comune passò, con il Veneto, definitivamente sotto l'amministrazione italiana.
La rotta dell'Adige del 1882, che colpì direttamente la frazione di Zelo, ebbe conseguenze negative anche sugli altri paesi, alimentando una vasta ondata migratoria.
Dopo le devastazioni della seconda guerra mondiale, che provocò soprattutto la distruzione della chiesa rinascimentale-barocca di Zelo, il comune non fu in pratica toccato dall'alluvione del 1951. Negli ultimi decenni si sono sviluppate attività artigianali e commerciali, ma l'agricoltura resta l'attività principale del territorio; particolare sviluppo, in tale ambito, ha avuto la frutticoltura.

### Simboli
Lo stemma del comune di Giacciano con Baruchella è stato riconosciuto con DPCM dell'8 dicembre 1951.
È d'azzurro e diviso da una sbarra doppiomerlata d'argento. Nella parte superiore dello scudo è presente il leone alato di San Marco con il libro aperto, mentre nella parte inferiore si trova la lupa di Roma accovacciata che allatta i due gemelli. Lo stemma intende in tal modo richiamare la storia di antica zona di frontiera del comune, diviso al suo interno dal confine tra la Repubblica di Venezia e lo Stato Pontificio.
Il gonfalone, concesso con DPR del 1º dicembre 1952, è un drappo di azzurro.

## Monumenti e luoghi d'interesse

### Architetture religiose

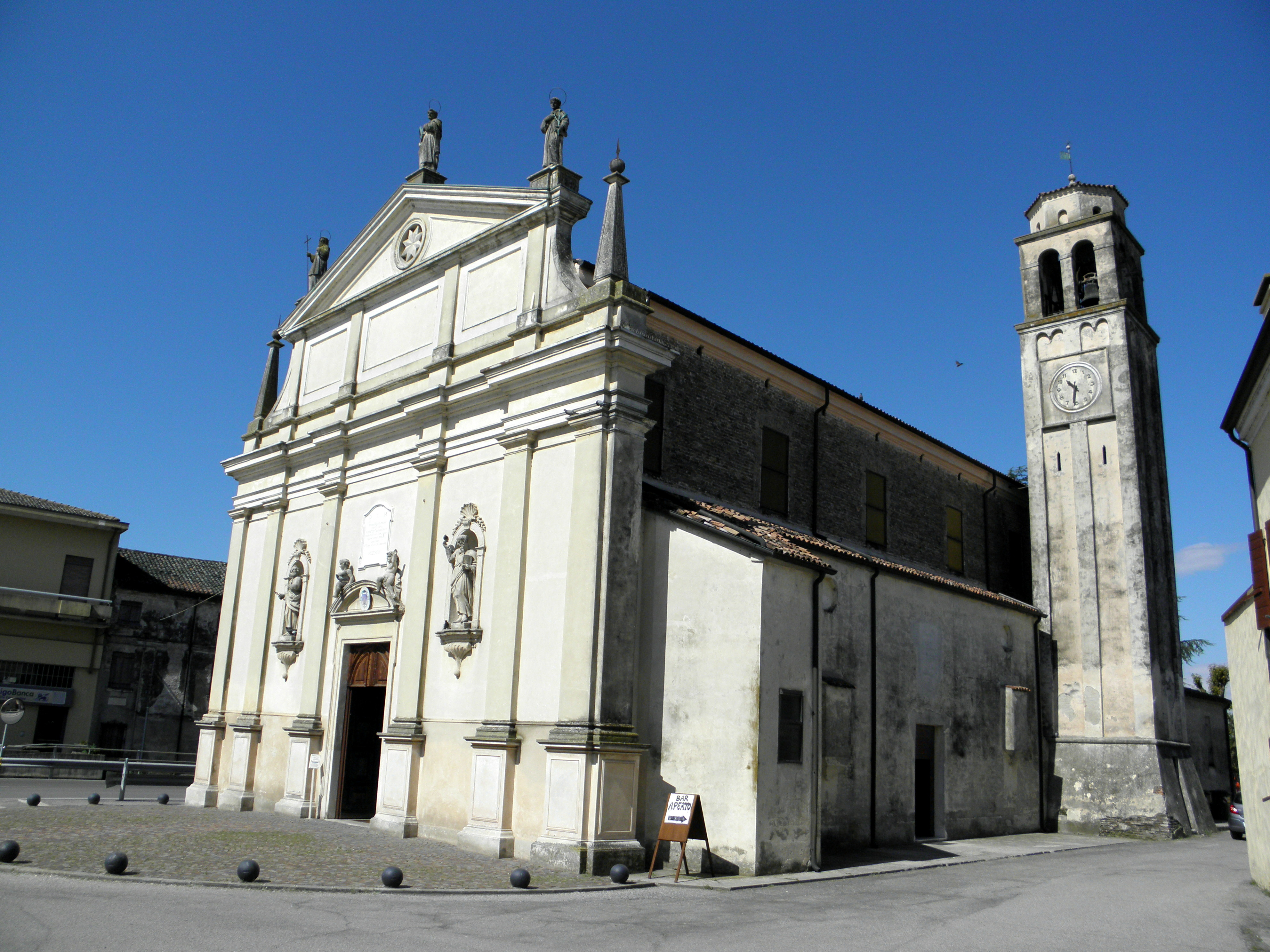
Baruchella, la chiesa parrocchiale di San Pietro martire.

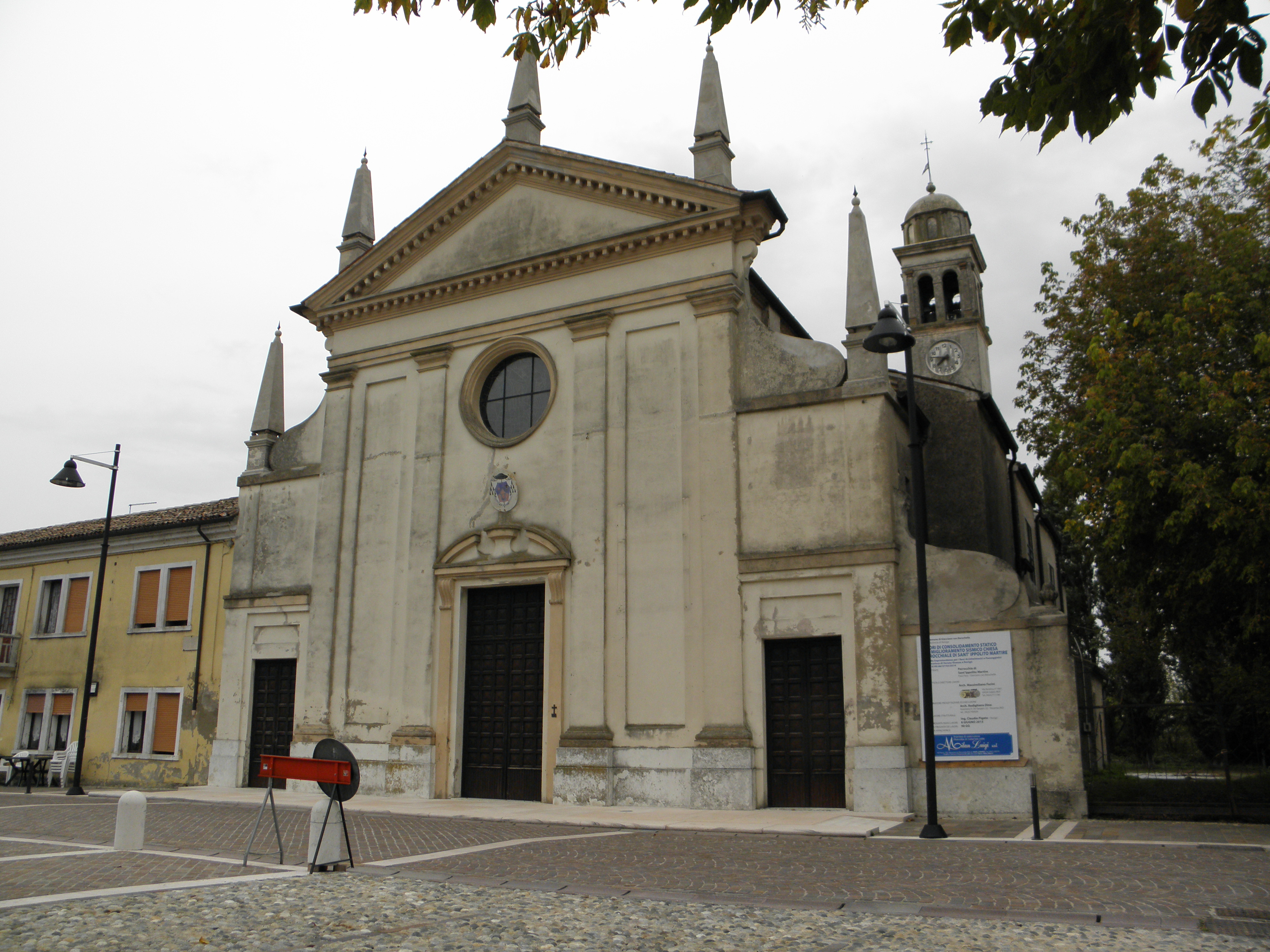
Chiesa di Sant'Ippolito Martire.

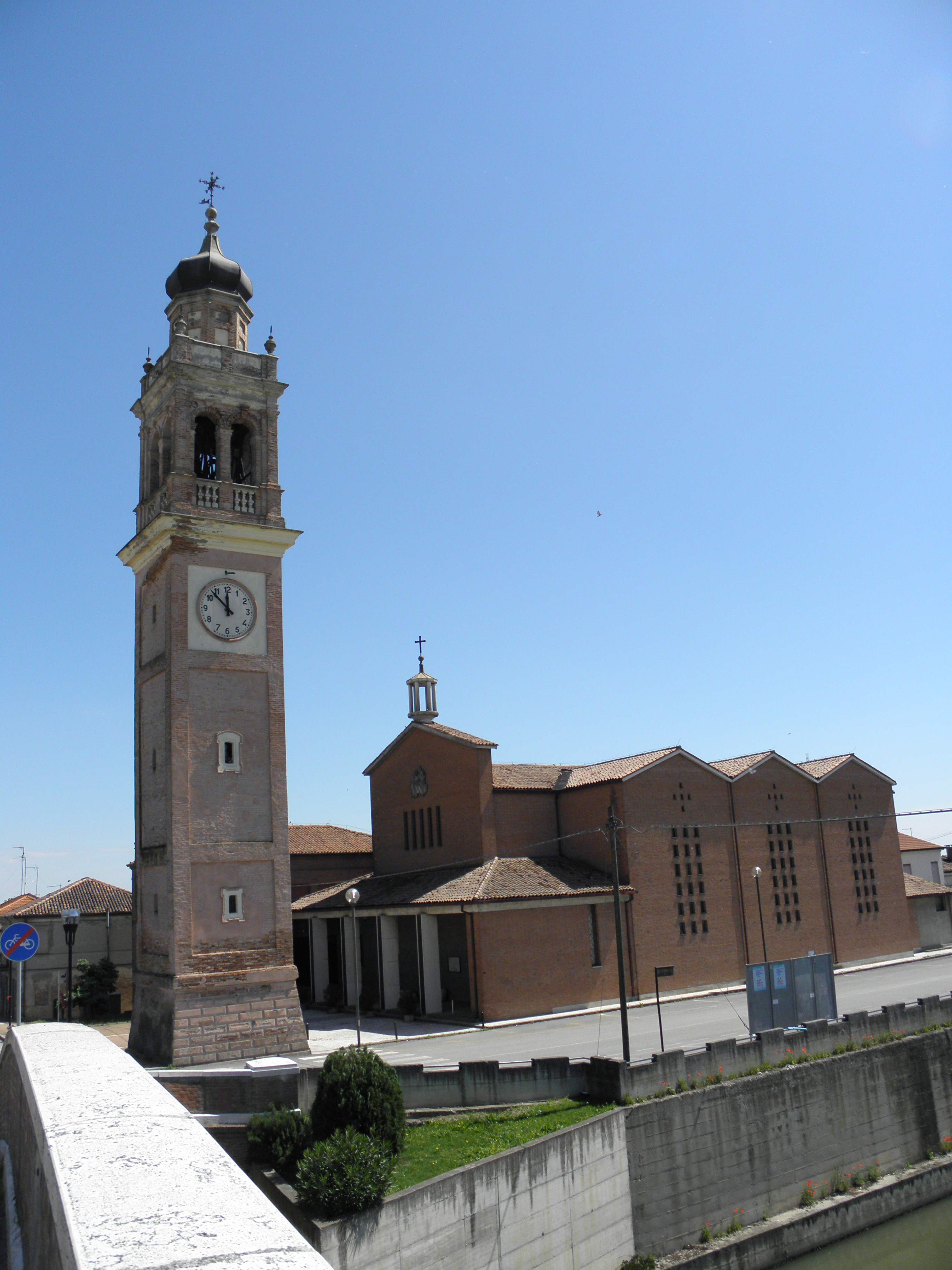
Zelo, la recente chiesa parrocchiale di Sant'Andrea apostolo (XX secolo) con accanto l'originario campanile risparmiato dai bombardamenti della Seconda guerra mondiale.

Per la Chiesa cattolica il territorio è amministrativamente parte del Vicariato di Badia-Trecenta, a sua volta divisione amministrativa della Diocesi di Adria-Rovigo.
- Chiesa di San Pietro Martire (XVI-XVIII secolo) Dedicata a san Pietro da Verona sorge nel centro dell'abitato di Baruchella. Costruita nel XVI secolo per sostituire il preesistente edificio di culto, venne successivamente ristrutturata nel XVII e nel XVIII secolo con elementi architettonici barocchi. Il campanile realizzato nel XVII secolo, si presenta privo dell'originale guglia, distrutta da un fulmine nel 1845.
- Chiesa di Sant'Ippolito Martire (XVII secolo) Ubicata nell'abitato di Giacciano presenta anch'essa elementi architettonici barocchi, tra cui la facciata ornata da cinque cuspidi piramidali. All'interno è collocato l'altare e la lapide con bassorilievo, detto anche "La dolente", dedicato ad Adelaide Foscarini, nobile veneziana moglie del marchese Carlo Guido Bentivoglio, realizzato su bozzetto di Antonio Canova (1818).
- Chiesa di Sant'Andrea Apostolo (XX secolo) Realizzata nel 1966, sostituisce la preesistente distrutta da un bombardamento alleato nel 1945, durante le ultime fasi della Seconda guerra mondiale. Dell'originario complesso rimane la torre campanaria del XVIII secolo risparmiata dalle bombe.
- Oratorio della Beata Vergine della Mercede (XIX secolo) Sito nell'abitato di Giacciano e noto popolarmente come Madonna del Paneto, sorge su un preesistente edificio di culto.
- Oratorio Beata Vergine dei Dolori, conosciuta anche con il nome popolare della Magona, sita nell'omonima località del comune di Baruchella. Sebbene si trovi nel territorio comunale, il piccolo oratorio, come tutta la località rientra nell'amministrazione della vicina Parrocchia di Badia Polesine.

### Architetture civili
- Villa Bentivoglio d'Aragona, poi Fiocco, Furini e Roveroni ora Milan. Palazzina residenziale dei marchesi Bentivoglio d'Aragona, famiglia veneziana stabilitasi nel territorio.

### Altre opere
- Monumento ai Caduti, opera dello scultore Gualtiero Bertoni (1957).[10]

## Società

### Evoluzione demografica
Abitanti censiti

## Amministrazione

### Amministrazione
| Periodo | Periodo   | Primo cittadino     | Partito                                      | Carica  | Note |
| ------- | --------- | ------------------- | -------------------------------------------- | ------- | ---- |
| 1995    | 1998      | Federico Pasqualini | Lista Civica                                 | Sindaco |      |
| 1998    | 2002      | Federico Pasqualini | Lista Civica                                 | Sindaco |      |
| 2002    | 2007      | Natale Pigaiani     | Lista Civica (Centro-destra)                 | Sindaco |      |
| 2007    | 2012      | Natale Pigaiani     | Lista Civica (Centro-destra)                 | Sindaco |      |
| 2012    | 2017      | Mariella Sperandio  | Lista Civica "Uniti nei Valori e Nelle Idee" | Sindaco |      |
| 2017    | 2022      | Natale Pigaiani     | Lista Civica "Uniti nei Valori e Nelle Idee" | Sindaco |      |
| 2022    | in carica | Natale Pigaiani     | Lista Civica "Uniti nei Valori e Nelle Idee" | Sindaco |      |

### Gemellaggi
- Ludza

## Associazioni sportive
- Associazione sportiva "A. Canova"
- Associazione sportiva "Bentivoglio"
- Associazione sportiva "La Gazzella"
- Gruppo Podistico Giacciano con Baruchella, su gpgiaccianoconbaruchella.org.
- "Dart Club Old Pub" di Zelo